# Gessia flavipennis
Gessia flavipennis är en stekelart som först beskrevs av Cameron 1905.  Gessia flavipennis ingår i släktet Gessia och familjen brokparasitsteklar. Inga underarter finns listade i Catalogue of Life.